# Gouvernement Sáenz de Buruaga
Cantabrie
Revilla IV 
Le gouvernement Sáenz de Buruaga (en espagnol : Gobierno Sáenz de Buruaga) est le gouvernement de la communauté autonome espagnole de Cantabrie, depuis le 8 juillet 2023, sous la XIe législature du Parlement.
Il est dirigé par la nouvelle présidente conservatrice, María José Sáenz de Buruaga, dont le PP a remporté la majorité relative aux élections autonomiques. Il succède au gouvernement majoritaire de coalition du régionaliste Miguel Ángel Revilla.

## Historique
Ce gouvernement est dirigé par la nouvelle présidente libérale-conservatrice, María José Sáenz de Buruaga. Il est constitué et soutenu par le Parti populaire (PP). Seul, il dispose de 15 députés sur 35, soit 42,9 % des sièges du Parlement de Cantabrie.
Il est formé à la suite des élections autonomiques du 28 mai 2023.
Il succède donc au gouvernement Revilla IV, constitué d'une coalition majoritaire entre le Parti régionaliste de Cantabrie (PRC) et le Parti socialiste ouvrier espagnol (PSOE).

### Formation
Lors des élections autonomiques, le Parti populaire remporte la majorité relative des sièges au Parlement de Cantabrie, après avoir recueilli environ 35,8 % des suffrages exprimés et près de 75 000 voix. La coalition de gouvernement sortante est mise en minorité après que le PRC a perdu six sièges.
Le 26 juin 2023, la nouvelle présidente du Parlement, María José González Revuelta, annonce qu'elle propose la candidature de María José González de Buruaga à la présidence de la communauté autonome et convoque le débat d'investiture pour les 29 et 30 juin suivants. Ayant prononcé son discours de politique générale le 29 juin, elle obtient le 3 juillet, en deuxième session, la confiance du Parlement par 15 voix pour, 12 voix contre et 8 abstentions : le Parti populaire vote en sa faveur, le Parti socialiste et Vox votent contre, et le Parti régionaliste de Cantabrie fait le choix de l'abstention afin de permettre un exécutif minoritaire du PP.
La composition du nouvel exécutif est dévoilée le 7 juillet : il compte neuf conseillers, aucun n'obtenant le titre de vice-président ni n'exerçant les fonctions de porte-parole, que la présidente entend assumer elle-même,. Les conseillers prêteront serment et entrent en fonction le 10 juillet suivant.

### Évolution
Le 11 septembre 2024, María José Sáenz de Buruaga procède par surprise à un remaniement gouvernemental en relevant de leurs fonctions la conseillère à la Culture Eva Guillermina Fernández et le conseiller au Développement rural Pablo Palencia. Ils sont remplacés respectivement par le directeur général de l'entreprise publique Cantur Luis Martínez Abad et par la députée autonomique et maire d'Entrambasaguas María Jesús Susinos. Les deux nouveaux conseillers prêtent serment et entrent en fonction le lendemain, en présence des autres membres du gouvernement mais en l'absence de leurs prédécesseurs.

## Composition

### Initiale (8 juillet 2023)
| Poste                                                                                          | Titulaire | Titulaire                         | Parti |
| ---------------------------------------------------------------------------------------------- | --------- | --------------------------------- | ----- |
| Présidente                                                                                     |           | María José Sáenz de Buruaga Gómez | PP    |
| Conseillère à la Présidence, à la Justice, à la Sécurité et à la Simplification administrative |           | María Isabel Urrutia de los Mozos | PP    |
| Conseiller à l'Équipement, à l'Aménagement du territoire et à l'Environnement                  |           | Roberto Media Sainz               | PP    |
| Conseiller à l'Économie, aux Finances et aux Fonds européens                                   |           | Luis Ángel Agüeros Sánchez        | PP    |
| Conseiller à l'Éducation, à la Formation professionnelle et à l'Enseignement supérieur         |           | Sergio Silva Fernández            | PP    |
| Conseillère à la Culture, au Tourisme et aux Sports                                            |           | Eva Guillermina Fernández Ortiz   | PP    |
| Conseiller au Développement rural, à l'Élevage, à la Pêche et à l'Alimentation                 |           | Pablo Palencia Garrido-Lestache   | PP    |
| Conseiller à l'Industrie, à l'Emploi, à l'Innovation et au Commerce                            |           | Eduardo Arasti Barca              | PP    |
| Conseiller à la Santé                                                                          |           | César Pascual Fernández           | PP    |
| Conseillère à l'Inclusion sociale, à la Jeunesse, aux Familles et à l'Égalité                  |           | Begoña Gómez del Río              | PP    |

### Remaniement du 12 septembre 2024
| Poste                                                                                          | Titulaire | Titulaire                         | Parti |
| ---------------------------------------------------------------------------------------------- | --------- | --------------------------------- | ----- |
| Présidente                                                                                     |           | María José Sáenz de Buruaga Gómez | PP    |
| Conseillère à la Présidence, à la Justice, à la Sécurité et à la Simplification administrative |           | María Isabel Urrutia de los Mozos | PP    |
| Conseiller à l'Équipement, au Logement, à l'Aménagement du territoire et à l'Environnement     |           | Roberto Media Sainz               | PP    |
| Conseiller à l'Économie, aux Finances, au Financement territorial et aux Fonds européens       |           | Luis Ángel Agüeros Sánchez        | PP    |
| Conseiller à l'Éducation, à la Formation professionnelle et à l'Enseignement supérieur         |           | Sergio Silva Fernández            | PP    |
| Conseillère à la Culture, au Tourisme et aux Sports                                            |           | Luis Venancio Martínez Abad       | PP    |
| Conseiller au Développement rural, à l'Élevage, à la Pêche et à l'Alimentation                 |           | María Jesús Susinos Tarrero       | PP    |
| Conseiller à l'Industrie, à l'Emploi, à l'Innovation et au Commerce                            |           | Eduardo Arasti Barca              | PP    |
| Conseiller à la Santé                                                                          |           | César Pascual Fernández           | PP    |
| Conseillère à l'Inclusion sociale, à la Jeunesse, aux Familles et à l'Égalité                  |           | Begoña Gómez del Río              | PP    |